# 湘湖停车场
湘湖停车场是杭州地铁1号线的一个车辆停靠基地，位于地铁1号线南端终点站湘湖站西侧。2012年7月13日，杭州地铁列车开始入驻湘湖停车场。该工程由中铁一局建安公司承建，2012年8月31日，工程通过竣工验收。 

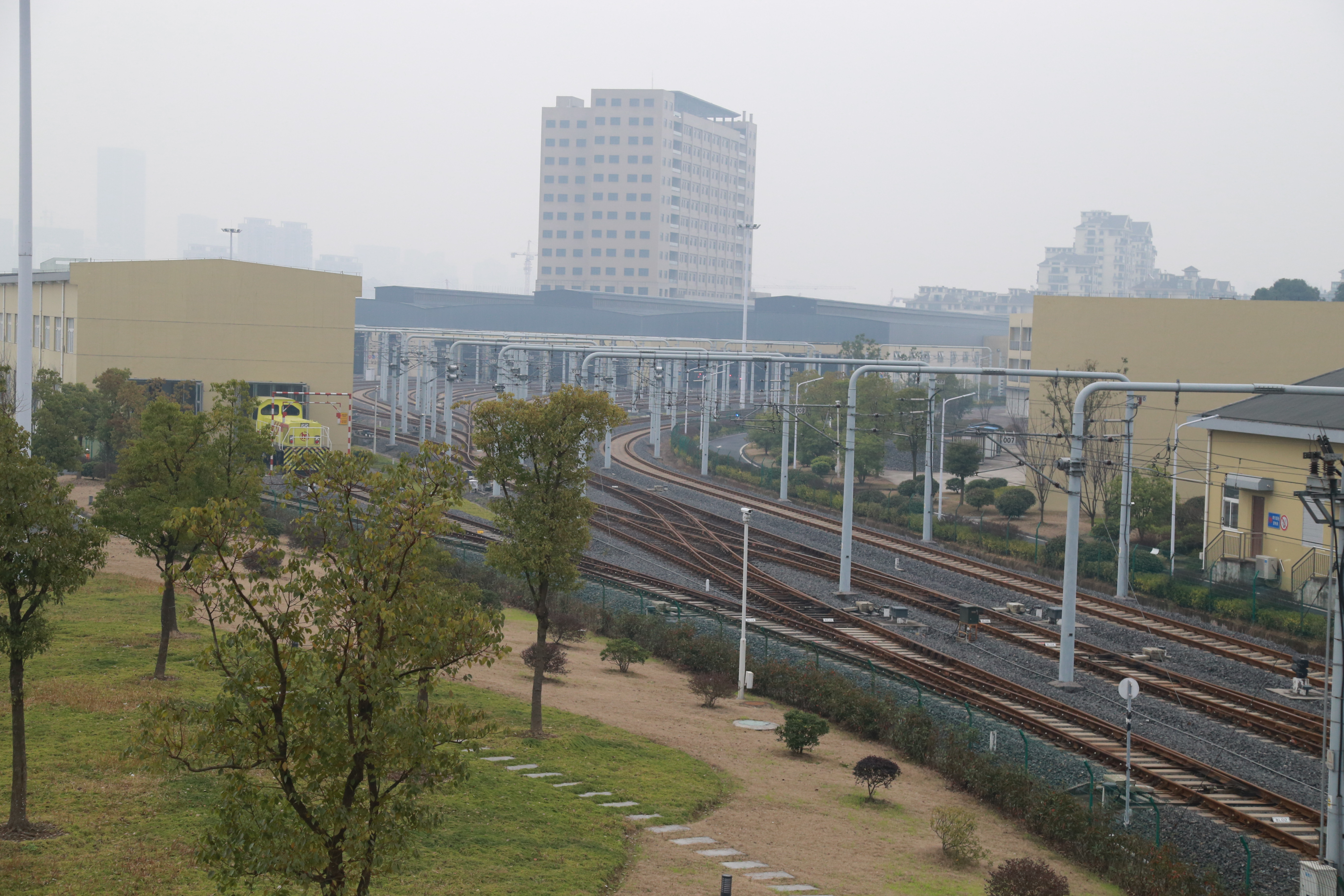
从西侧山丘远眺湘湖停车场

## 结构
湘湖停车场包括运用库、调机工程车库、洗车房等建筑。运用库总面积约24000平方米，设14条股道，可停放17列车。
其中轨道总里程7.2km，有砟道床线路2.52km，采用50kg/m钢轨，整体道床线路4.68km（50kg/m钢轨），50kg/m钢轨7号单开道岔20组．50kg/m钢轨7号道岔5.0米间距交叉渡线l组，车挡22座（框
架同定式车档3座，新型摩擦式挡车器19座），警冲标20个，道岔编号标28个，限速标3个，曲线要素标2个。